# Langenlois
Langenlois osztrák város Alsó-Ausztria Kremsvidéki járásában. 2025 januárjában 7477 lakosa volt. Langenlois Ausztria legnagyobb bortermelő városa.

## Elhelyezkedése

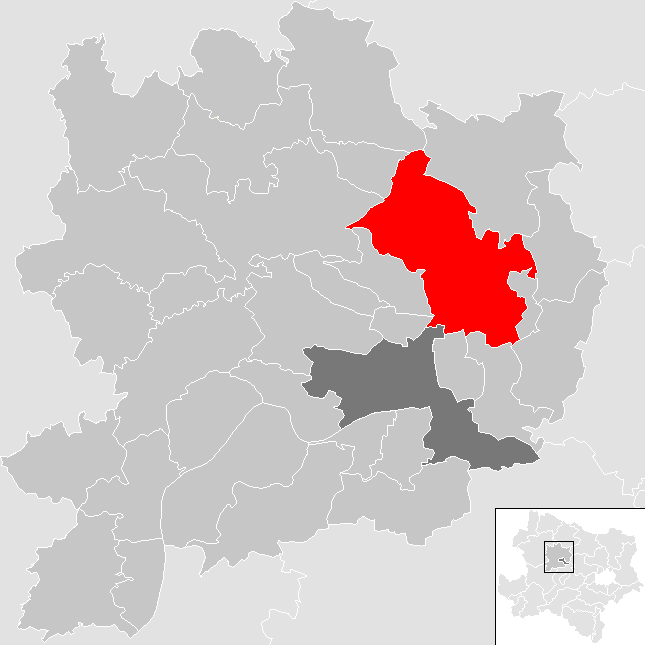
Langenlois a Kremsvidéki járásban

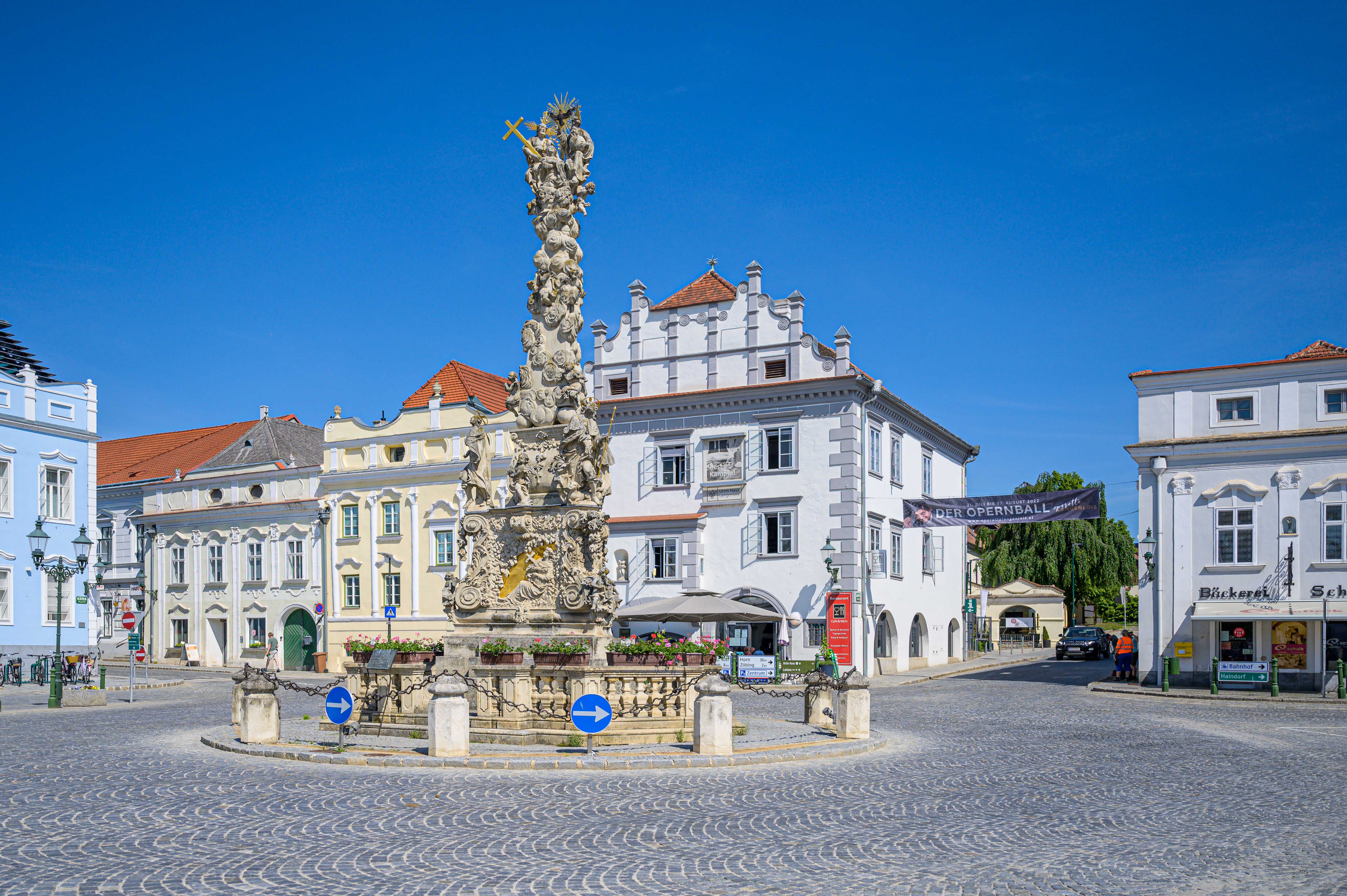
A főtér a Szentháromság-oszloppal

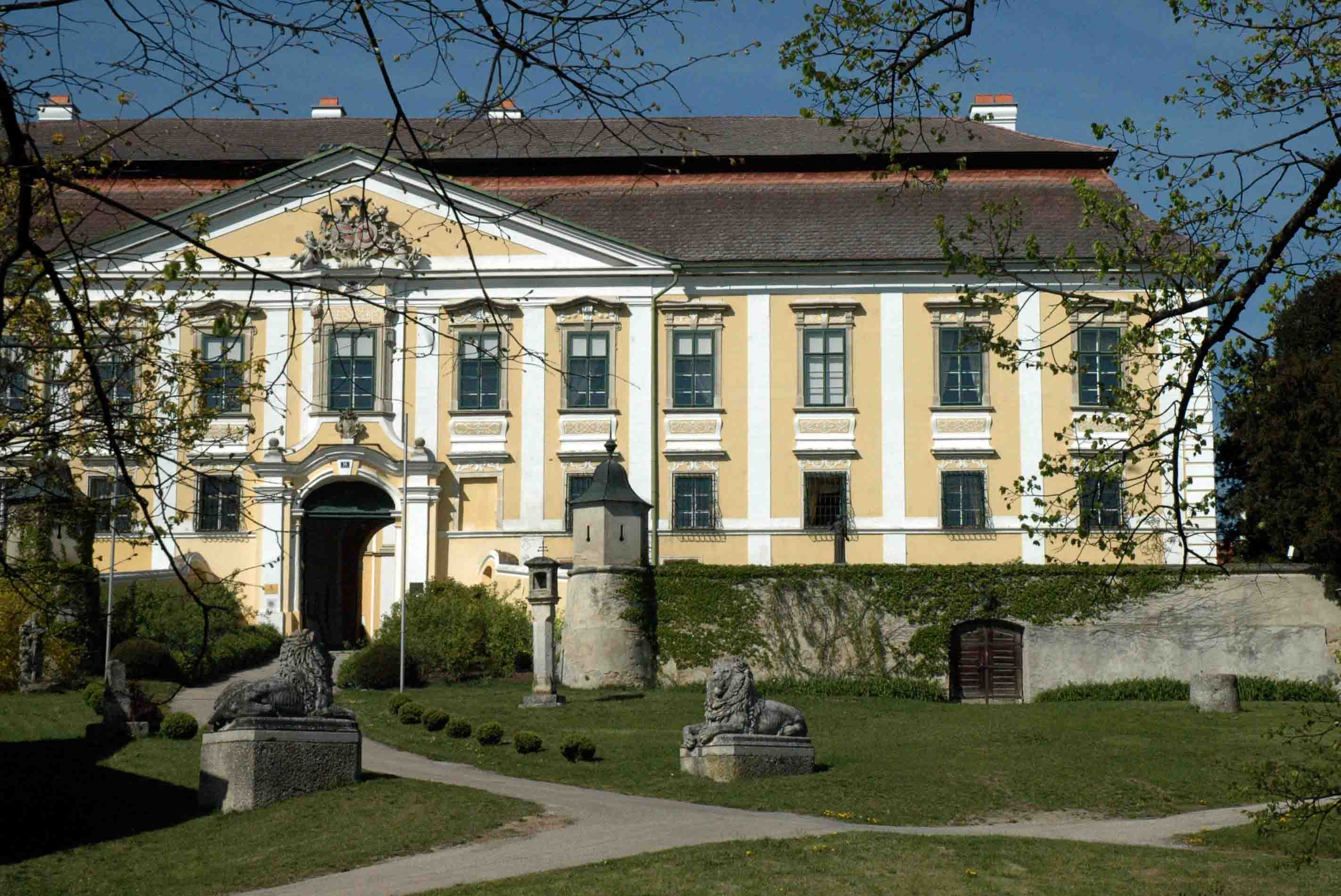
A gobelsburgi kastély

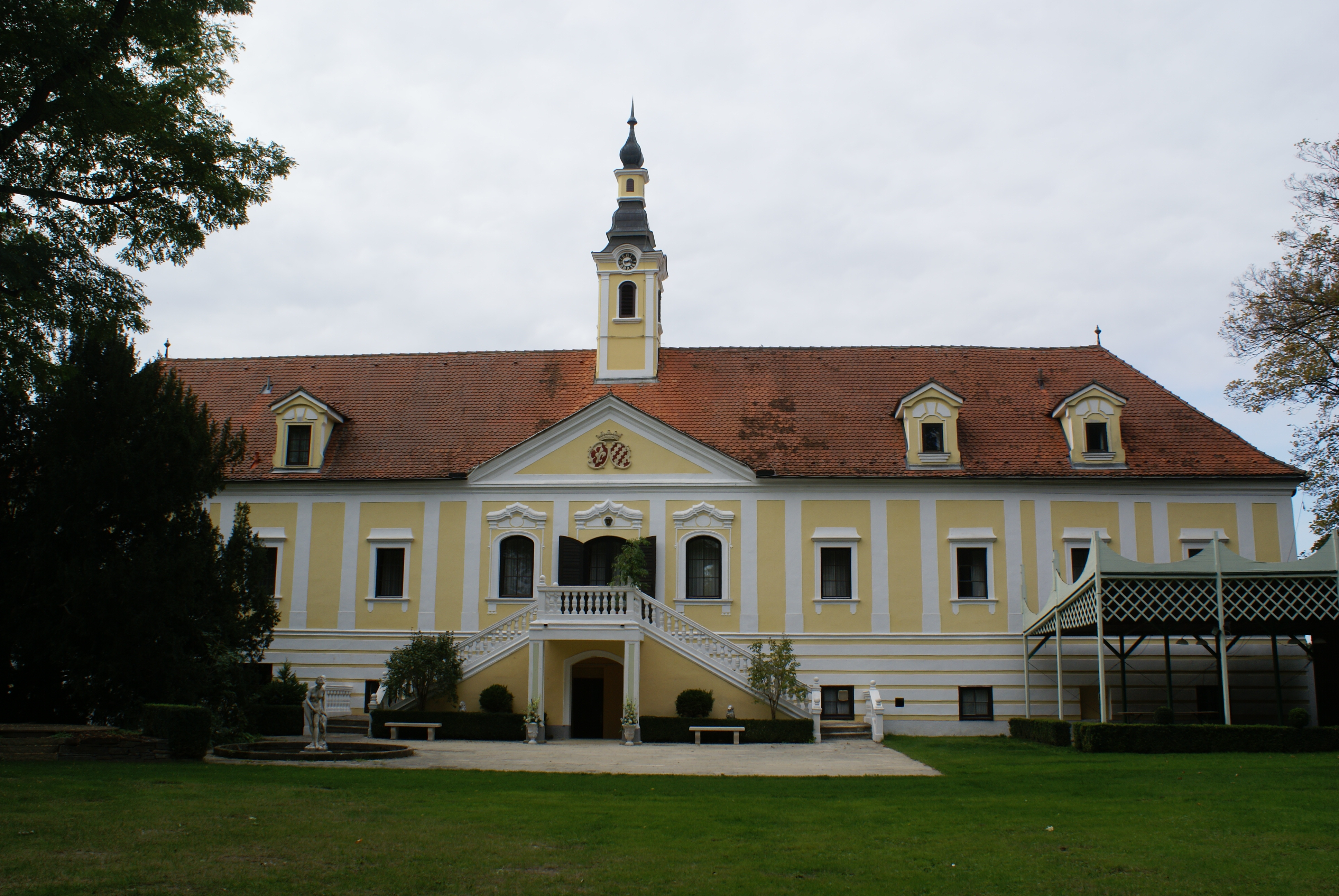
A haindorfi kastély

Langenlois a tartomány Waldviertel régiójában fekszik, a Loisbach és a Kamp folyók találkozásánál. Területének 28%-a erdő, 31,6% szőlő, 30,4% áll egyéb mezőgazdasági művelés alatt. Az önkormányzat 7 települést egyesít: Gobelsburg (784 lakos 2025-ben), Langenlois (4766), Mittelberg (185), Reith (199), Schiltern (630), Zeiselberg (160) és Zöbing (753).
A környező önkormányzatok: északra Sankt Leonhard am Hornerwald, északkeletre Schönberg am Kamp, keletre Straß im Straßertale, délkeletre Hadersdorf-Kammern és Grafenegg, délre Gedersdorf és Rohrendorf bei Krems, délnyugatra Krems an der Donau és Stratzing, nyugatra Lengenfeld, északnyugatra Gföhl és Jaidhof.

## Története
Langenloist 1072/1091-ben említik először írásban. A 11. századtól kezdve főként kolostorok rendelkeztek itt birtokkal. A település a 12. században hercegi birtokká vált és fontos kereskedelmi központtá fejlődött. 1310-ben mezővárosi jogokat kapott (egyike volt azon négy hercegi településnek, amely vásárokat tarthatott). Langenlois két településből, Ober Eigenből és Unter Eigenből nőtt össze, mindkettőnek saját bírája és temploma volt. A Langelois (Langenleyß) név először 1413-ban jelent meg és a 16. századtól vált általánossá. 1454-ben Kapisztrán János ferences kolostort alapított a városban, amelyet 1783-ban felszámoltak. 1411-ben V. Albert herceg éves vásár tartását engedélyezte, 1518-ban pedig I. Miksa császár második vásárt is jóváhagyott, valamint címert adományozott Langenloisnak. A város gazdaságának alapját a bortermelés, valamint a fa-, gabona-, jószág- és sókereskedelem képezte. A városképet ma is meghatározó, reneszánsz korból fennmaradt pompás patríciusházak a polgárok jólétéről tanúskodnak. A Kornplatzon álló sgraffitóház falfestményei 1561-ben készültek, a Szentháromság-oszlop pedig az 1713-as pestisjárványra emlékeztet.
A 16. és 17. században a háborúk, a csapatok elszállásolása, a magas adók, a tűzvészek és a járványok súlyos károkat okoztak a gazdaságnak. A 17. század második felében a gazdaság fellendítése érdekében a város földeket ajándékozott az új betelepülőknek és ideiglenes adómentességet is adott. Maga Langenlois 1682-ben tíz évre adómentességet kapott az uralkodótól. Az intézkedések sikeresek voltak, így a 18. és 19. századi háborúk - 1741-ben a bajorok, 1799-ben az oroszok, 1805/1809-ben a franciák - terhei nem eredményeztek tartós gazdasági visszaesést. 
1901-ben a szomszédos Haindorf község csatlakozott az önkormányzathoz, amelyet 1925-ben városi rangra emeltek. A második világháború végén, 1944 júliusa és 1945 májusa között magyar zsidókat, köztük nőket is, kényszermunkásként alkalmaztak egy helyi téglagyárban. 
1968-ban Mittelberg, Oberreith és Unterreith, 1972-ben Gobelsburg, Schiltern és Zöbing községek csatlakoztak a városhoz. Az 1950-es évektől kezdődően a mezőgazdasági területek bortermelő területté alakítása szinte monokultúrás bortermeléshez vezetett. Langenlois Ausztria legnagyobb bortermelő városává és a borkedvelők paradicsomává vált.

## Lakosság
A langenloisi önkormányzat területén 2025 januárjában 7477 fő élt. Lakosságszáma 1923 óta 7500 körül mozog. 2022-ben az ittlakók 91,5%-a volt osztrák állampolgár; a külföldiek közül 1,4% a régi (2004 előtti), 3,8% az új EU-tagállamokból érkezett. 1,5% a volt Jugoszlávia (Horvátország és Szlovénia kivételével) vagy Törökország; 1,8% egyéb ország polgára volt. 2001-ben a lakosok 87,4%-a római katolikusnak, 1% evangélikusnak, 0,3% ortodoxnak, 2,4% mohamedánnak, 7,9% pedig felekezeten kívülinek vallotta magát. Ugyanekkor 5 magyar élt a városban; a legnagyobb nemzetiségi csoportot a németek (96,8%) mellett a szerbek alkották 0,5%-kal. 
A népesség változása:

| 2016 | 7 660 |
| 2018 | 7 609 |

## Látnivalók
- a gobelsburgi kastély
- a haindorfi kastély
- a schilterni kastély

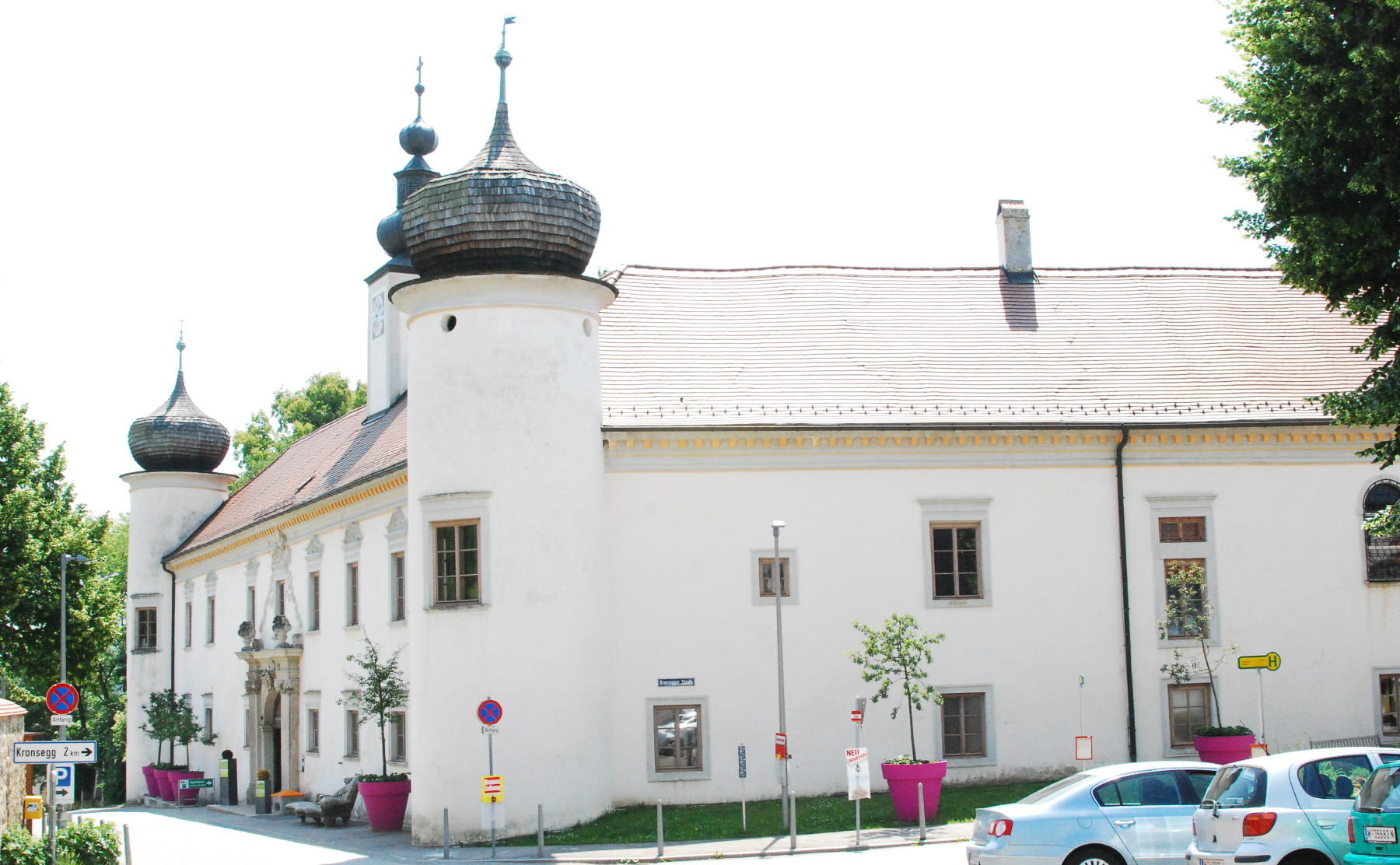
A schilterni kastély

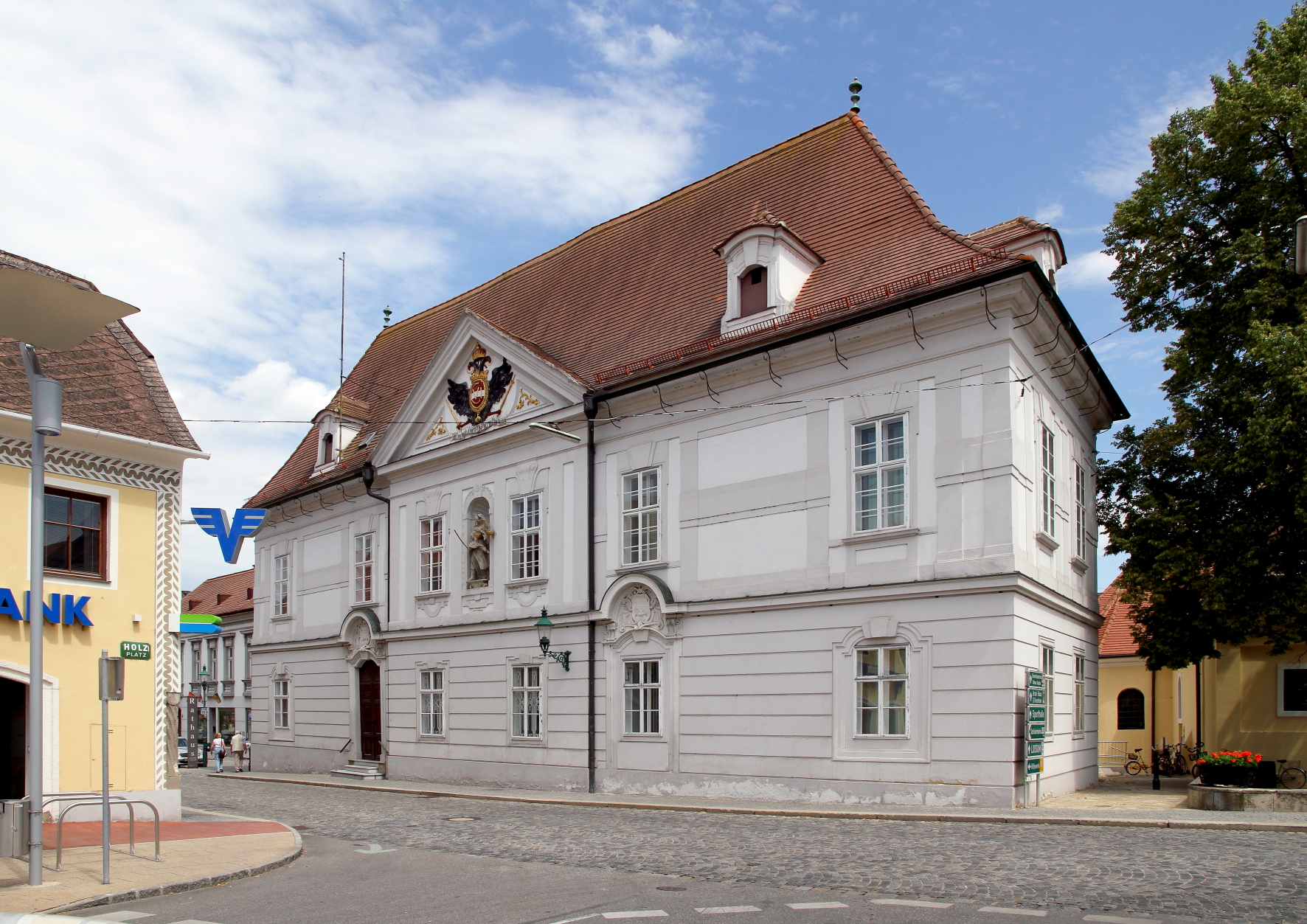
A városháza

- a gobelsburgi Mária születése-plébániatemplom
- a langenloisi Szt. Lőrinc-plébániatemplom
- a mittelbergi Szt. Wolfgang-plébániatemplom
- a zöbingi Szt. Márton-plébániatemplom
- az óváros reneszánsz polgárházai
- Loisium rendezvényközpont

## Híres langenloisiak
- Anton Weichselbaum (1845–1920), patológus, bakteriológus

## Testvérvárosok
- Kufstein (Ausztria)